# Aiutomatto
|   | a | b | c | d | e | f | g | h |   |
| 8 | a4 re del nero · c3 torre del bianco · a2 pedone del nero · g2 cavallo del bianco · h1 re del bianco | a4 re del nero · c3 torre del bianco · a2 pedone del nero · g2 cavallo del bianco · h1 re del bianco | a4 re del nero · c3 torre del bianco · a2 pedone del nero · g2 cavallo del bianco · h1 re del bianco | a4 re del nero · c3 torre del bianco · a2 pedone del nero · g2 cavallo del bianco · h1 re del bianco | a4 re del nero · c3 torre del bianco · a2 pedone del nero · g2 cavallo del bianco · h1 re del bianco | a4 re del nero · c3 torre del bianco · a2 pedone del nero · g2 cavallo del bianco · h1 re del bianco | a4 re del nero · c3 torre del bianco · a2 pedone del nero · g2 cavallo del bianco · h1 re del bianco | a4 re del nero · c3 torre del bianco · a2 pedone del nero · g2 cavallo del bianco · h1 re del bianco | 8 |
| 7 | a4 re del nero · c3 torre del bianco · a2 pedone del nero · g2 cavallo del bianco · h1 re del bianco | a4 re del nero · c3 torre del bianco · a2 pedone del nero · g2 cavallo del bianco · h1 re del bianco | a4 re del nero · c3 torre del bianco · a2 pedone del nero · g2 cavallo del bianco · h1 re del bianco | a4 re del nero · c3 torre del bianco · a2 pedone del nero · g2 cavallo del bianco · h1 re del bianco | a4 re del nero · c3 torre del bianco · a2 pedone del nero · g2 cavallo del bianco · h1 re del bianco | a4 re del nero · c3 torre del bianco · a2 pedone del nero · g2 cavallo del bianco · h1 re del bianco | a4 re del nero · c3 torre del bianco · a2 pedone del nero · g2 cavallo del bianco · h1 re del bianco | a4 re del nero · c3 torre del bianco · a2 pedone del nero · g2 cavallo del bianco · h1 re del bianco | 7 |
| 6 | a4 re del nero · c3 torre del bianco · a2 pedone del nero · g2 cavallo del bianco · h1 re del bianco | a4 re del nero · c3 torre del bianco · a2 pedone del nero · g2 cavallo del bianco · h1 re del bianco | a4 re del nero · c3 torre del bianco · a2 pedone del nero · g2 cavallo del bianco · h1 re del bianco | a4 re del nero · c3 torre del bianco · a2 pedone del nero · g2 cavallo del bianco · h1 re del bianco | a4 re del nero · c3 torre del bianco · a2 pedone del nero · g2 cavallo del bianco · h1 re del bianco | a4 re del nero · c3 torre del bianco · a2 pedone del nero · g2 cavallo del bianco · h1 re del bianco | a4 re del nero · c3 torre del bianco · a2 pedone del nero · g2 cavallo del bianco · h1 re del bianco | a4 re del nero · c3 torre del bianco · a2 pedone del nero · g2 cavallo del bianco · h1 re del bianco | 6 |
| 5 | a4 re del nero · c3 torre del bianco · a2 pedone del nero · g2 cavallo del bianco · h1 re del bianco | a4 re del nero · c3 torre del bianco · a2 pedone del nero · g2 cavallo del bianco · h1 re del bianco | a4 re del nero · c3 torre del bianco · a2 pedone del nero · g2 cavallo del bianco · h1 re del bianco | a4 re del nero · c3 torre del bianco · a2 pedone del nero · g2 cavallo del bianco · h1 re del bianco | a4 re del nero · c3 torre del bianco · a2 pedone del nero · g2 cavallo del bianco · h1 re del bianco | a4 re del nero · c3 torre del bianco · a2 pedone del nero · g2 cavallo del bianco · h1 re del bianco | a4 re del nero · c3 torre del bianco · a2 pedone del nero · g2 cavallo del bianco · h1 re del bianco | a4 re del nero · c3 torre del bianco · a2 pedone del nero · g2 cavallo del bianco · h1 re del bianco | 5 |
| 4 | a4 re del nero · c3 torre del bianco · a2 pedone del nero · g2 cavallo del bianco · h1 re del bianco | a4 re del nero · c3 torre del bianco · a2 pedone del nero · g2 cavallo del bianco · h1 re del bianco | a4 re del nero · c3 torre del bianco · a2 pedone del nero · g2 cavallo del bianco · h1 re del bianco | a4 re del nero · c3 torre del bianco · a2 pedone del nero · g2 cavallo del bianco · h1 re del bianco | a4 re del nero · c3 torre del bianco · a2 pedone del nero · g2 cavallo del bianco · h1 re del bianco | a4 re del nero · c3 torre del bianco · a2 pedone del nero · g2 cavallo del bianco · h1 re del bianco | a4 re del nero · c3 torre del bianco · a2 pedone del nero · g2 cavallo del bianco · h1 re del bianco | a4 re del nero · c3 torre del bianco · a2 pedone del nero · g2 cavallo del bianco · h1 re del bianco | 4 |
| 3 | a4 re del nero · c3 torre del bianco · a2 pedone del nero · g2 cavallo del bianco · h1 re del bianco | a4 re del nero · c3 torre del bianco · a2 pedone del nero · g2 cavallo del bianco · h1 re del bianco | a4 re del nero · c3 torre del bianco · a2 pedone del nero · g2 cavallo del bianco · h1 re del bianco | a4 re del nero · c3 torre del bianco · a2 pedone del nero · g2 cavallo del bianco · h1 re del bianco | a4 re del nero · c3 torre del bianco · a2 pedone del nero · g2 cavallo del bianco · h1 re del bianco | a4 re del nero · c3 torre del bianco · a2 pedone del nero · g2 cavallo del bianco · h1 re del bianco | a4 re del nero · c3 torre del bianco · a2 pedone del nero · g2 cavallo del bianco · h1 re del bianco | a4 re del nero · c3 torre del bianco · a2 pedone del nero · g2 cavallo del bianco · h1 re del bianco | 3 |
| 2 | a4 re del nero · c3 torre del bianco · a2 pedone del nero · g2 cavallo del bianco · h1 re del bianco | a4 re del nero · c3 torre del bianco · a2 pedone del nero · g2 cavallo del bianco · h1 re del bianco | a4 re del nero · c3 torre del bianco · a2 pedone del nero · g2 cavallo del bianco · h1 re del bianco | a4 re del nero · c3 torre del bianco · a2 pedone del nero · g2 cavallo del bianco · h1 re del bianco | a4 re del nero · c3 torre del bianco · a2 pedone del nero · g2 cavallo del bianco · h1 re del bianco | a4 re del nero · c3 torre del bianco · a2 pedone del nero · g2 cavallo del bianco · h1 re del bianco | a4 re del nero · c3 torre del bianco · a2 pedone del nero · g2 cavallo del bianco · h1 re del bianco | a4 re del nero · c3 torre del bianco · a2 pedone del nero · g2 cavallo del bianco · h1 re del bianco | 2 |
| 1 | a4 re del nero · c3 torre del bianco · a2 pedone del nero · g2 cavallo del bianco · h1 re del bianco | a4 re del nero · c3 torre del bianco · a2 pedone del nero · g2 cavallo del bianco · h1 re del bianco | a4 re del nero · c3 torre del bianco · a2 pedone del nero · g2 cavallo del bianco · h1 re del bianco | a4 re del nero · c3 torre del bianco · a2 pedone del nero · g2 cavallo del bianco · h1 re del bianco | a4 re del nero · c3 torre del bianco · a2 pedone del nero · g2 cavallo del bianco · h1 re del bianco | a4 re del nero · c3 torre del bianco · a2 pedone del nero · g2 cavallo del bianco · h1 re del bianco | a4 re del nero · c3 torre del bianco · a2 pedone del nero · g2 cavallo del bianco · h1 re del bianco | a4 re del nero · c3 torre del bianco · a2 pedone del nero · g2 cavallo del bianco · h1 re del bianco | 1 |
|   | a | b | c | d | e | f | g | h |   |

L'aiutomatto è un tipo di problema di scacchi in cui il Nero, diversamente dai problemi classici, muove per primo, e collabora con il Bianco affinché questi possa mattarlo nel numero di mosse indicato nell'enunciato.
In un problema di aiutomatto in due mosse la sequenza di gioco è la seguente: Nero muove, Bianco muove, Nero muove, Bianco dà matto. Diversamente dai problemi classici di matto in due, che hanno tre semimosse, nell'aiutomatto in due ci sono quattro semimosse.
Soluzione del problema a destra:  1. a1=D+ Ce1  2. Db2 Cc2  3. Db5 Ta3#.
Questo tipo di problema, enunciato per la prima volta da Giovanni Boccaccio, fu re-inventato da Max Lange nel 1854, che lo chiamò "Hilfsmatt", da cui la sigla « hm », oppure più comunemente « h# », con cui viene indicato, seguito dal numero di mosse, nell'enunciato. Un aiutomatto in tre mosse, per esempio, è indicato con la sigla « h#3 ». Il problema di Max Lange (vedi) era con prima mossa al bianco, il primo a comporre un aiutomatto con prima mossa al nero fu Sam Loyd nel 1860. Entrambi i problemi avevano però diverse soluzioni, cosa che oggi non è accettata, a meno che ciò non sia espressamente indicato, con il numero di soluzioni, nell'enunciato.
I problemi di aiutomatto hanno incontrato il favore di un numero sempre maggiore di problemisti, 
tanto che oggigiorno sono i più popolari dopo i problemi classici. Il database PDB Server contiene circa 104.000 problemi di aiutomatto contro 137.000 classici (due, tre e più mosse), su un totale di circa 344.000 problemi.

## Tipi di aiutomatto
In origine l'aiutomatto doveva avere una sola serie di mosse nere e bianche che portano alla soluzione, mentre nell'aiutomatto «moderno» esistono vari sistemi, alcuni dei quali hanno anche più chiavi, cioè più soluzioni. I più noti sono i seguenti:
- Onitiu: una sola chiave seguita da più mosse bianche;
- Barthélemy: una sola chiave e una sola risposta bianca, seguita da diverse mosse nere;
- Gussopulo: una sola chiave e diverse risposte bianche, seguite da diverse continuazioni del Nero;
- Neumann: diverse chiavi, ognuna seguita da una sola continuazione;
- Dawson: diverse chiavi, ognuna seguita da diverse mosse bianche; ciascuna di esse ha un'unica continuazione;
- Kardos: diverse chiavi, ognuna seguita da una sola mossa bianca, diversa per ogni chiave; a tale mossa il Nero risponde con diverse continuazioni, ognuna delle quali permette un solo matto.

|   | a | b | c | d | e | f | g | h |   |
| 8 | c8 alfiere del bianco · g8 cavallo del nero · d7 torre del bianco · e7 torre del bianco · a6 alfiere del nero · f6 alfiere del nero · h6 cavallo del nero · b5 pedone del nero · f5 re del nero · g5 pedone del nero · b3 torre del nero · h3 pedone del nero · h2 donna del nero · a1 alfiere del bianco · f1 re del bianco | c8 alfiere del bianco · g8 cavallo del nero · d7 torre del bianco · e7 torre del bianco · a6 alfiere del nero · f6 alfiere del nero · h6 cavallo del nero · b5 pedone del nero · f5 re del nero · g5 pedone del nero · b3 torre del nero · h3 pedone del nero · h2 donna del nero · a1 alfiere del bianco · f1 re del bianco | c8 alfiere del bianco · g8 cavallo del nero · d7 torre del bianco · e7 torre del bianco · a6 alfiere del nero · f6 alfiere del nero · h6 cavallo del nero · b5 pedone del nero · f5 re del nero · g5 pedone del nero · b3 torre del nero · h3 pedone del nero · h2 donna del nero · a1 alfiere del bianco · f1 re del bianco | c8 alfiere del bianco · g8 cavallo del nero · d7 torre del bianco · e7 torre del bianco · a6 alfiere del nero · f6 alfiere del nero · h6 cavallo del nero · b5 pedone del nero · f5 re del nero · g5 pedone del nero · b3 torre del nero · h3 pedone del nero · h2 donna del nero · a1 alfiere del bianco · f1 re del bianco | c8 alfiere del bianco · g8 cavallo del nero · d7 torre del bianco · e7 torre del bianco · a6 alfiere del nero · f6 alfiere del nero · h6 cavallo del nero · b5 pedone del nero · f5 re del nero · g5 pedone del nero · b3 torre del nero · h3 pedone del nero · h2 donna del nero · a1 alfiere del bianco · f1 re del bianco | c8 alfiere del bianco · g8 cavallo del nero · d7 torre del bianco · e7 torre del bianco · a6 alfiere del nero · f6 alfiere del nero · h6 cavallo del nero · b5 pedone del nero · f5 re del nero · g5 pedone del nero · b3 torre del nero · h3 pedone del nero · h2 donna del nero · a1 alfiere del bianco · f1 re del bianco | c8 alfiere del bianco · g8 cavallo del nero · d7 torre del bianco · e7 torre del bianco · a6 alfiere del nero · f6 alfiere del nero · h6 cavallo del nero · b5 pedone del nero · f5 re del nero · g5 pedone del nero · b3 torre del nero · h3 pedone del nero · h2 donna del nero · a1 alfiere del bianco · f1 re del bianco | c8 alfiere del bianco · g8 cavallo del nero · d7 torre del bianco · e7 torre del bianco · a6 alfiere del nero · f6 alfiere del nero · h6 cavallo del nero · b5 pedone del nero · f5 re del nero · g5 pedone del nero · b3 torre del nero · h3 pedone del nero · h2 donna del nero · a1 alfiere del bianco · f1 re del bianco | 8 |
| 7 | c8 alfiere del bianco · g8 cavallo del nero · d7 torre del bianco · e7 torre del bianco · a6 alfiere del nero · f6 alfiere del nero · h6 cavallo del nero · b5 pedone del nero · f5 re del nero · g5 pedone del nero · b3 torre del nero · h3 pedone del nero · h2 donna del nero · a1 alfiere del bianco · f1 re del bianco | c8 alfiere del bianco · g8 cavallo del nero · d7 torre del bianco · e7 torre del bianco · a6 alfiere del nero · f6 alfiere del nero · h6 cavallo del nero · b5 pedone del nero · f5 re del nero · g5 pedone del nero · b3 torre del nero · h3 pedone del nero · h2 donna del nero · a1 alfiere del bianco · f1 re del bianco | c8 alfiere del bianco · g8 cavallo del nero · d7 torre del bianco · e7 torre del bianco · a6 alfiere del nero · f6 alfiere del nero · h6 cavallo del nero · b5 pedone del nero · f5 re del nero · g5 pedone del nero · b3 torre del nero · h3 pedone del nero · h2 donna del nero · a1 alfiere del bianco · f1 re del bianco | c8 alfiere del bianco · g8 cavallo del nero · d7 torre del bianco · e7 torre del bianco · a6 alfiere del nero · f6 alfiere del nero · h6 cavallo del nero · b5 pedone del nero · f5 re del nero · g5 pedone del nero · b3 torre del nero · h3 pedone del nero · h2 donna del nero · a1 alfiere del bianco · f1 re del bianco | c8 alfiere del bianco · g8 cavallo del nero · d7 torre del bianco · e7 torre del bianco · a6 alfiere del nero · f6 alfiere del nero · h6 cavallo del nero · b5 pedone del nero · f5 re del nero · g5 pedone del nero · b3 torre del nero · h3 pedone del nero · h2 donna del nero · a1 alfiere del bianco · f1 re del bianco | c8 alfiere del bianco · g8 cavallo del nero · d7 torre del bianco · e7 torre del bianco · a6 alfiere del nero · f6 alfiere del nero · h6 cavallo del nero · b5 pedone del nero · f5 re del nero · g5 pedone del nero · b3 torre del nero · h3 pedone del nero · h2 donna del nero · a1 alfiere del bianco · f1 re del bianco | c8 alfiere del bianco · g8 cavallo del nero · d7 torre del bianco · e7 torre del bianco · a6 alfiere del nero · f6 alfiere del nero · h6 cavallo del nero · b5 pedone del nero · f5 re del nero · g5 pedone del nero · b3 torre del nero · h3 pedone del nero · h2 donna del nero · a1 alfiere del bianco · f1 re del bianco | c8 alfiere del bianco · g8 cavallo del nero · d7 torre del bianco · e7 torre del bianco · a6 alfiere del nero · f6 alfiere del nero · h6 cavallo del nero · b5 pedone del nero · f5 re del nero · g5 pedone del nero · b3 torre del nero · h3 pedone del nero · h2 donna del nero · a1 alfiere del bianco · f1 re del bianco | 7 |
| 6 | c8 alfiere del bianco · g8 cavallo del nero · d7 torre del bianco · e7 torre del bianco · a6 alfiere del nero · f6 alfiere del nero · h6 cavallo del nero · b5 pedone del nero · f5 re del nero · g5 pedone del nero · b3 torre del nero · h3 pedone del nero · h2 donna del nero · a1 alfiere del bianco · f1 re del bianco | c8 alfiere del bianco · g8 cavallo del nero · d7 torre del bianco · e7 torre del bianco · a6 alfiere del nero · f6 alfiere del nero · h6 cavallo del nero · b5 pedone del nero · f5 re del nero · g5 pedone del nero · b3 torre del nero · h3 pedone del nero · h2 donna del nero · a1 alfiere del bianco · f1 re del bianco | c8 alfiere del bianco · g8 cavallo del nero · d7 torre del bianco · e7 torre del bianco · a6 alfiere del nero · f6 alfiere del nero · h6 cavallo del nero · b5 pedone del nero · f5 re del nero · g5 pedone del nero · b3 torre del nero · h3 pedone del nero · h2 donna del nero · a1 alfiere del bianco · f1 re del bianco | c8 alfiere del bianco · g8 cavallo del nero · d7 torre del bianco · e7 torre del bianco · a6 alfiere del nero · f6 alfiere del nero · h6 cavallo del nero · b5 pedone del nero · f5 re del nero · g5 pedone del nero · b3 torre del nero · h3 pedone del nero · h2 donna del nero · a1 alfiere del bianco · f1 re del bianco | c8 alfiere del bianco · g8 cavallo del nero · d7 torre del bianco · e7 torre del bianco · a6 alfiere del nero · f6 alfiere del nero · h6 cavallo del nero · b5 pedone del nero · f5 re del nero · g5 pedone del nero · b3 torre del nero · h3 pedone del nero · h2 donna del nero · a1 alfiere del bianco · f1 re del bianco | c8 alfiere del bianco · g8 cavallo del nero · d7 torre del bianco · e7 torre del bianco · a6 alfiere del nero · f6 alfiere del nero · h6 cavallo del nero · b5 pedone del nero · f5 re del nero · g5 pedone del nero · b3 torre del nero · h3 pedone del nero · h2 donna del nero · a1 alfiere del bianco · f1 re del bianco | c8 alfiere del bianco · g8 cavallo del nero · d7 torre del bianco · e7 torre del bianco · a6 alfiere del nero · f6 alfiere del nero · h6 cavallo del nero · b5 pedone del nero · f5 re del nero · g5 pedone del nero · b3 torre del nero · h3 pedone del nero · h2 donna del nero · a1 alfiere del bianco · f1 re del bianco | c8 alfiere del bianco · g8 cavallo del nero · d7 torre del bianco · e7 torre del bianco · a6 alfiere del nero · f6 alfiere del nero · h6 cavallo del nero · b5 pedone del nero · f5 re del nero · g5 pedone del nero · b3 torre del nero · h3 pedone del nero · h2 donna del nero · a1 alfiere del bianco · f1 re del bianco | 6 |
| 5 | c8 alfiere del bianco · g8 cavallo del nero · d7 torre del bianco · e7 torre del bianco · a6 alfiere del nero · f6 alfiere del nero · h6 cavallo del nero · b5 pedone del nero · f5 re del nero · g5 pedone del nero · b3 torre del nero · h3 pedone del nero · h2 donna del nero · a1 alfiere del bianco · f1 re del bianco | c8 alfiere del bianco · g8 cavallo del nero · d7 torre del bianco · e7 torre del bianco · a6 alfiere del nero · f6 alfiere del nero · h6 cavallo del nero · b5 pedone del nero · f5 re del nero · g5 pedone del nero · b3 torre del nero · h3 pedone del nero · h2 donna del nero · a1 alfiere del bianco · f1 re del bianco | c8 alfiere del bianco · g8 cavallo del nero · d7 torre del bianco · e7 torre del bianco · a6 alfiere del nero · f6 alfiere del nero · h6 cavallo del nero · b5 pedone del nero · f5 re del nero · g5 pedone del nero · b3 torre del nero · h3 pedone del nero · h2 donna del nero · a1 alfiere del bianco · f1 re del bianco | c8 alfiere del bianco · g8 cavallo del nero · d7 torre del bianco · e7 torre del bianco · a6 alfiere del nero · f6 alfiere del nero · h6 cavallo del nero · b5 pedone del nero · f5 re del nero · g5 pedone del nero · b3 torre del nero · h3 pedone del nero · h2 donna del nero · a1 alfiere del bianco · f1 re del bianco | c8 alfiere del bianco · g8 cavallo del nero · d7 torre del bianco · e7 torre del bianco · a6 alfiere del nero · f6 alfiere del nero · h6 cavallo del nero · b5 pedone del nero · f5 re del nero · g5 pedone del nero · b3 torre del nero · h3 pedone del nero · h2 donna del nero · a1 alfiere del bianco · f1 re del bianco | c8 alfiere del bianco · g8 cavallo del nero · d7 torre del bianco · e7 torre del bianco · a6 alfiere del nero · f6 alfiere del nero · h6 cavallo del nero · b5 pedone del nero · f5 re del nero · g5 pedone del nero · b3 torre del nero · h3 pedone del nero · h2 donna del nero · a1 alfiere del bianco · f1 re del bianco | c8 alfiere del bianco · g8 cavallo del nero · d7 torre del bianco · e7 torre del bianco · a6 alfiere del nero · f6 alfiere del nero · h6 cavallo del nero · b5 pedone del nero · f5 re del nero · g5 pedone del nero · b3 torre del nero · h3 pedone del nero · h2 donna del nero · a1 alfiere del bianco · f1 re del bianco | c8 alfiere del bianco · g8 cavallo del nero · d7 torre del bianco · e7 torre del bianco · a6 alfiere del nero · f6 alfiere del nero · h6 cavallo del nero · b5 pedone del nero · f5 re del nero · g5 pedone del nero · b3 torre del nero · h3 pedone del nero · h2 donna del nero · a1 alfiere del bianco · f1 re del bianco | 5 |
| 4 | c8 alfiere del bianco · g8 cavallo del nero · d7 torre del bianco · e7 torre del bianco · a6 alfiere del nero · f6 alfiere del nero · h6 cavallo del nero · b5 pedone del nero · f5 re del nero · g5 pedone del nero · b3 torre del nero · h3 pedone del nero · h2 donna del nero · a1 alfiere del bianco · f1 re del bianco | c8 alfiere del bianco · g8 cavallo del nero · d7 torre del bianco · e7 torre del bianco · a6 alfiere del nero · f6 alfiere del nero · h6 cavallo del nero · b5 pedone del nero · f5 re del nero · g5 pedone del nero · b3 torre del nero · h3 pedone del nero · h2 donna del nero · a1 alfiere del bianco · f1 re del bianco | c8 alfiere del bianco · g8 cavallo del nero · d7 torre del bianco · e7 torre del bianco · a6 alfiere del nero · f6 alfiere del nero · h6 cavallo del nero · b5 pedone del nero · f5 re del nero · g5 pedone del nero · b3 torre del nero · h3 pedone del nero · h2 donna del nero · a1 alfiere del bianco · f1 re del bianco | c8 alfiere del bianco · g8 cavallo del nero · d7 torre del bianco · e7 torre del bianco · a6 alfiere del nero · f6 alfiere del nero · h6 cavallo del nero · b5 pedone del nero · f5 re del nero · g5 pedone del nero · b3 torre del nero · h3 pedone del nero · h2 donna del nero · a1 alfiere del bianco · f1 re del bianco | c8 alfiere del bianco · g8 cavallo del nero · d7 torre del bianco · e7 torre del bianco · a6 alfiere del nero · f6 alfiere del nero · h6 cavallo del nero · b5 pedone del nero · f5 re del nero · g5 pedone del nero · b3 torre del nero · h3 pedone del nero · h2 donna del nero · a1 alfiere del bianco · f1 re del bianco | c8 alfiere del bianco · g8 cavallo del nero · d7 torre del bianco · e7 torre del bianco · a6 alfiere del nero · f6 alfiere del nero · h6 cavallo del nero · b5 pedone del nero · f5 re del nero · g5 pedone del nero · b3 torre del nero · h3 pedone del nero · h2 donna del nero · a1 alfiere del bianco · f1 re del bianco | c8 alfiere del bianco · g8 cavallo del nero · d7 torre del bianco · e7 torre del bianco · a6 alfiere del nero · f6 alfiere del nero · h6 cavallo del nero · b5 pedone del nero · f5 re del nero · g5 pedone del nero · b3 torre del nero · h3 pedone del nero · h2 donna del nero · a1 alfiere del bianco · f1 re del bianco | c8 alfiere del bianco · g8 cavallo del nero · d7 torre del bianco · e7 torre del bianco · a6 alfiere del nero · f6 alfiere del nero · h6 cavallo del nero · b5 pedone del nero · f5 re del nero · g5 pedone del nero · b3 torre del nero · h3 pedone del nero · h2 donna del nero · a1 alfiere del bianco · f1 re del bianco | 4 |
| 3 | c8 alfiere del bianco · g8 cavallo del nero · d7 torre del bianco · e7 torre del bianco · a6 alfiere del nero · f6 alfiere del nero · h6 cavallo del nero · b5 pedone del nero · f5 re del nero · g5 pedone del nero · b3 torre del nero · h3 pedone del nero · h2 donna del nero · a1 alfiere del bianco · f1 re del bianco | c8 alfiere del bianco · g8 cavallo del nero · d7 torre del bianco · e7 torre del bianco · a6 alfiere del nero · f6 alfiere del nero · h6 cavallo del nero · b5 pedone del nero · f5 re del nero · g5 pedone del nero · b3 torre del nero · h3 pedone del nero · h2 donna del nero · a1 alfiere del bianco · f1 re del bianco | c8 alfiere del bianco · g8 cavallo del nero · d7 torre del bianco · e7 torre del bianco · a6 alfiere del nero · f6 alfiere del nero · h6 cavallo del nero · b5 pedone del nero · f5 re del nero · g5 pedone del nero · b3 torre del nero · h3 pedone del nero · h2 donna del nero · a1 alfiere del bianco · f1 re del bianco | c8 alfiere del bianco · g8 cavallo del nero · d7 torre del bianco · e7 torre del bianco · a6 alfiere del nero · f6 alfiere del nero · h6 cavallo del nero · b5 pedone del nero · f5 re del nero · g5 pedone del nero · b3 torre del nero · h3 pedone del nero · h2 donna del nero · a1 alfiere del bianco · f1 re del bianco | c8 alfiere del bianco · g8 cavallo del nero · d7 torre del bianco · e7 torre del bianco · a6 alfiere del nero · f6 alfiere del nero · h6 cavallo del nero · b5 pedone del nero · f5 re del nero · g5 pedone del nero · b3 torre del nero · h3 pedone del nero · h2 donna del nero · a1 alfiere del bianco · f1 re del bianco | c8 alfiere del bianco · g8 cavallo del nero · d7 torre del bianco · e7 torre del bianco · a6 alfiere del nero · f6 alfiere del nero · h6 cavallo del nero · b5 pedone del nero · f5 re del nero · g5 pedone del nero · b3 torre del nero · h3 pedone del nero · h2 donna del nero · a1 alfiere del bianco · f1 re del bianco | c8 alfiere del bianco · g8 cavallo del nero · d7 torre del bianco · e7 torre del bianco · a6 alfiere del nero · f6 alfiere del nero · h6 cavallo del nero · b5 pedone del nero · f5 re del nero · g5 pedone del nero · b3 torre del nero · h3 pedone del nero · h2 donna del nero · a1 alfiere del bianco · f1 re del bianco | c8 alfiere del bianco · g8 cavallo del nero · d7 torre del bianco · e7 torre del bianco · a6 alfiere del nero · f6 alfiere del nero · h6 cavallo del nero · b5 pedone del nero · f5 re del nero · g5 pedone del nero · b3 torre del nero · h3 pedone del nero · h2 donna del nero · a1 alfiere del bianco · f1 re del bianco | 3 |
| 2 | c8 alfiere del bianco · g8 cavallo del nero · d7 torre del bianco · e7 torre del bianco · a6 alfiere del nero · f6 alfiere del nero · h6 cavallo del nero · b5 pedone del nero · f5 re del nero · g5 pedone del nero · b3 torre del nero · h3 pedone del nero · h2 donna del nero · a1 alfiere del bianco · f1 re del bianco | c8 alfiere del bianco · g8 cavallo del nero · d7 torre del bianco · e7 torre del bianco · a6 alfiere del nero · f6 alfiere del nero · h6 cavallo del nero · b5 pedone del nero · f5 re del nero · g5 pedone del nero · b3 torre del nero · h3 pedone del nero · h2 donna del nero · a1 alfiere del bianco · f1 re del bianco | c8 alfiere del bianco · g8 cavallo del nero · d7 torre del bianco · e7 torre del bianco · a6 alfiere del nero · f6 alfiere del nero · h6 cavallo del nero · b5 pedone del nero · f5 re del nero · g5 pedone del nero · b3 torre del nero · h3 pedone del nero · h2 donna del nero · a1 alfiere del bianco · f1 re del bianco | c8 alfiere del bianco · g8 cavallo del nero · d7 torre del bianco · e7 torre del bianco · a6 alfiere del nero · f6 alfiere del nero · h6 cavallo del nero · b5 pedone del nero · f5 re del nero · g5 pedone del nero · b3 torre del nero · h3 pedone del nero · h2 donna del nero · a1 alfiere del bianco · f1 re del bianco | c8 alfiere del bianco · g8 cavallo del nero · d7 torre del bianco · e7 torre del bianco · a6 alfiere del nero · f6 alfiere del nero · h6 cavallo del nero · b5 pedone del nero · f5 re del nero · g5 pedone del nero · b3 torre del nero · h3 pedone del nero · h2 donna del nero · a1 alfiere del bianco · f1 re del bianco | c8 alfiere del bianco · g8 cavallo del nero · d7 torre del bianco · e7 torre del bianco · a6 alfiere del nero · f6 alfiere del nero · h6 cavallo del nero · b5 pedone del nero · f5 re del nero · g5 pedone del nero · b3 torre del nero · h3 pedone del nero · h2 donna del nero · a1 alfiere del bianco · f1 re del bianco | c8 alfiere del bianco · g8 cavallo del nero · d7 torre del bianco · e7 torre del bianco · a6 alfiere del nero · f6 alfiere del nero · h6 cavallo del nero · b5 pedone del nero · f5 re del nero · g5 pedone del nero · b3 torre del nero · h3 pedone del nero · h2 donna del nero · a1 alfiere del bianco · f1 re del bianco | c8 alfiere del bianco · g8 cavallo del nero · d7 torre del bianco · e7 torre del bianco · a6 alfiere del nero · f6 alfiere del nero · h6 cavallo del nero · b5 pedone del nero · f5 re del nero · g5 pedone del nero · b3 torre del nero · h3 pedone del nero · h2 donna del nero · a1 alfiere del bianco · f1 re del bianco | 2 |
| 1 | c8 alfiere del bianco · g8 cavallo del nero · d7 torre del bianco · e7 torre del bianco · a6 alfiere del nero · f6 alfiere del nero · h6 cavallo del nero · b5 pedone del nero · f5 re del nero · g5 pedone del nero · b3 torre del nero · h3 pedone del nero · h2 donna del nero · a1 alfiere del bianco · f1 re del bianco | c8 alfiere del bianco · g8 cavallo del nero · d7 torre del bianco · e7 torre del bianco · a6 alfiere del nero · f6 alfiere del nero · h6 cavallo del nero · b5 pedone del nero · f5 re del nero · g5 pedone del nero · b3 torre del nero · h3 pedone del nero · h2 donna del nero · a1 alfiere del bianco · f1 re del bianco | c8 alfiere del bianco · g8 cavallo del nero · d7 torre del bianco · e7 torre del bianco · a6 alfiere del nero · f6 alfiere del nero · h6 cavallo del nero · b5 pedone del nero · f5 re del nero · g5 pedone del nero · b3 torre del nero · h3 pedone del nero · h2 donna del nero · a1 alfiere del bianco · f1 re del bianco | c8 alfiere del bianco · g8 cavallo del nero · d7 torre del bianco · e7 torre del bianco · a6 alfiere del nero · f6 alfiere del nero · h6 cavallo del nero · b5 pedone del nero · f5 re del nero · g5 pedone del nero · b3 torre del nero · h3 pedone del nero · h2 donna del nero · a1 alfiere del bianco · f1 re del bianco | c8 alfiere del bianco · g8 cavallo del nero · d7 torre del bianco · e7 torre del bianco · a6 alfiere del nero · f6 alfiere del nero · h6 cavallo del nero · b5 pedone del nero · f5 re del nero · g5 pedone del nero · b3 torre del nero · h3 pedone del nero · h2 donna del nero · a1 alfiere del bianco · f1 re del bianco | c8 alfiere del bianco · g8 cavallo del nero · d7 torre del bianco · e7 torre del bianco · a6 alfiere del nero · f6 alfiere del nero · h6 cavallo del nero · b5 pedone del nero · f5 re del nero · g5 pedone del nero · b3 torre del nero · h3 pedone del nero · h2 donna del nero · a1 alfiere del bianco · f1 re del bianco | c8 alfiere del bianco · g8 cavallo del nero · d7 torre del bianco · e7 torre del bianco · a6 alfiere del nero · f6 alfiere del nero · h6 cavallo del nero · b5 pedone del nero · f5 re del nero · g5 pedone del nero · b3 torre del nero · h3 pedone del nero · h2 donna del nero · a1 alfiere del bianco · f1 re del bianco | c8 alfiere del bianco · g8 cavallo del nero · d7 torre del bianco · e7 torre del bianco · a6 alfiere del nero · f6 alfiere del nero · h6 cavallo del nero · b5 pedone del nero · f5 re del nero · g5 pedone del nero · b3 torre del nero · h3 pedone del nero · h2 donna del nero · a1 alfiere del bianco · f1 re del bianco | 1 |
|   | a | b | c | d | e | f | g | h |   |

Per identificare i vari tipi di aiutomatto la PCCC (organo della FIDE per la composizione scacchistica), nel congresso di Varna del 1969 ha raccomandato che ogni problema di aiutomatto debba indicare nell'enunciato quattro cifre tra parentesi (a, b, c, d):

– la prima cifra (a) indica il numero di chiavi nere;

– la cifra (b) il numero di risposte bianche;

– la cifra (c) il numero di risposte nere per ogni mossa bianca;

– la cifra (d) il numero delle sottovarianti bianche.
Nel problema a fronte le cifre tra parentesi indicano: la prima che ci sono due soluzioni (due chiavi), la seconda una sola risposta bianca per ogni chiave, la terza una sola risposta nera, la quarta la sola mossa di matto per ogni chiave.
- Prima soluzione:  1. Ae5 Th7  2. Rf6 Td6#
- Seconda soluzione:  1. De5 Rf2  2. Re4 Td4#